# Apostlarna Petrus och Paulus
Apostlarna Petrus och Paulus är en oljemålning av den grekisk-spanske konstnären El Greco. Den finns i tre berömda utföranden; den äldsta är daterad till 1587–1592 och är idag utställd på Eremitaget i Sankt Petersburg. Den andra versionen är daterad 1590–1600 och tillhör Museu Nacional d'Art de Catalunya i Barcelona. En tredje version ingår i Nationalmuseums samlingar i Stockholm sedan 1935. Den tavla som finns i Stockholm målades mellan 1605 och 1608.
Petrus, till vänster, är klädd i gult. Han håller i en nyckel i ena handen. Paulus, till höger, bär en röd klädsel och stödjer sig mot en uppslagen bok. Konstnärens karakteristiska stil med onaturligt långsträckta och avmagrade kroppar förstärker den dramatiska intensitet i apostlarnas uttryck och gester.

## Andra versioner

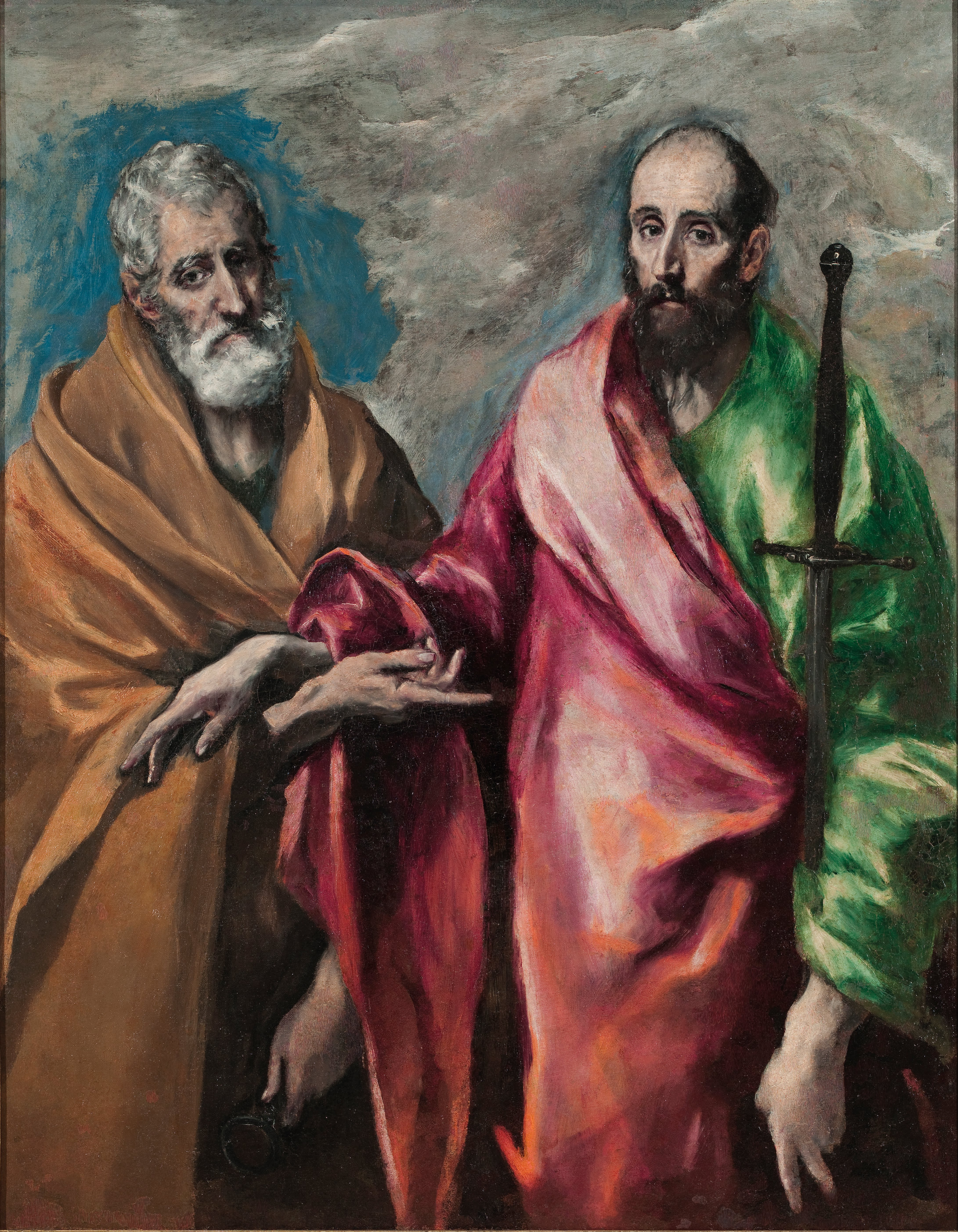
Versionen på Museu Nacional d'Art de Catalunya, daterad 1590–1600, storlek 116 cm × 91,8 cm.
Versionen på Nationalmuseum, daterad 1605–1608, storlek 124 x 93,5 cm.